# Irpinia (Wein)
Unter der Bezeichnung Irpinia DOC werden Rot-, Rosé- und Weißweine sowie Schaum- und Süßweine in der italienischen Provinz Avellino, Region Kampanien, produziert. Sie bekamen 2005 den Status einer „kontrollierten Herkunftsbezeichnung“ („Denominazione di origine controllata“ – DOC), die zuletzt am 7. März 2014 aktualisiert wurde.

## Anbau
Der Anbau und die Vinifikation von Irpinia DOC darf in allen Gemeinden der Provinz Avellino erfolgen. Die Gemeinden der Unterzone „Campi Taurasini“ sind gesondert festgelegt.
Im Jahr 2016 wurden von 331 Hektar Rebfläche 14.646 Hektoliter DOC-Wein erzeugt.

## Erzeugung
Die Verschnittweine werden aus folgenden Rebsorten hergestellt:
- Irpinia Bianco: 40–50 % Greco Bianco und 40–50 % Fiano. Höchstens 20 % andere Rebsorten, die für den Anbau in der Provinz Avellino zugelassen sind, dürfen zugesetzt werden.
- Irpinia Rosso, Irpinia Rosato und Irpinia Novello: mindestens 70 % Aglianico. Höchstens 30 % andere Rebsorten, die für den Anbau in der Provinz Avellino zugelassen sind, dürfen zugesetzt werden.

Sieben Weine sind fast sortenrein. Sie müssen mindestens 85 % der genannten Rebsorte enthalten. Höchstens 15 % andere analoge Rebsorten, die für den Anbau in der Provinz Avellino zugelassen sind, dürfen – einzeln oder gemeinsam – zugesetzt werden.
- Irpinia Aglianico
- Irpinia Fiano
- Irpinia Coda di Volpe
- Irpinia Falanghina
- Irpinia Greco Bianco
- Irpinia Piedirosso
- Irpinia Sciascinoso

Irpinia Spumante kann aus jeweils einer Rebsorte (Falanghina, Fiano oder Greco Bianco) hergestellt werden, die zu mindestens 85 % enthalten sein muss. Höchstens 15 % andere Rebsorten, die für den Anbau in der Provinz Avellino zugelassen sind, dürfen zugesetzt werden.
Irpinia Passito kann aus jeweils einer Rebsorte (Fiano, Greco Bianco oder Aglianico) hergestellt werden, die zu mindestens 85 % enthalten sein muss. Höchstens 15 % andere Rebsorten, die für den Anbau in der Provinz Avellino zugelassen sind, dürfen zugesetzt werden.
Irpinia Aglianico Liquoroso muss zu mindestens 85 % aus Aglianico hergestellt werden. Höchstens 15 % andere Rebsorten, die für den Anbau in der Provinz Avellino zugelassen sind, dürfen zugesetzt werden. Das ist ein Likörwein, der „aufgespritet“ wird. Durch Alkoholanreicherung wird die Gärung unterbrochen. Dadurch hat er einen höheren Alkoholgehalt (mindestens 15–16 Vol.-%) als ein Passito. Der Restzuckergehalt hängt vom Zeitpunkt der Alkoholzugabe ab.
Irpinia Campi Taurasini muss zu mindestens 85 % aus Aglianico hergestellt werden. Höchstens 15 % andere Rebsorten, die für den Anbau in der Provinz Avellino zugelassen sind, dürfen zugesetzt werden. „Campi Taurasini“ ist eine Unterzone (sottozona) des Anbaugebiets.

## Beschreibung
Laut Denomination (Auszug):

### Irpinia Bianco
- Farbe: mehr oder weniger intensiv strohgelb
- Geruch: blumig, fruchtig
- Geschmack: trocken, ausgewogen
- Alkoholgehalt: mindestens 10,5 Vol.-%
- Säuregehalt: mind. 4,5 g/l
- Trockenextrakt: mind. 15,0 g/l

### Irpinia Rosso
- Farbe: mehr oder weniger intensiv rubinrot
- Geruch: blumig, fruchtig, anhaltend
- Geschmack: trocken, ausgewogen, charakteristisch
- Alkoholgehalt: mindestens 11,0 Vol.-%
- Säuregehalt: mind. 4,5 g/l
- Trockenextrakt: mind. 20,0 g/l

### Irpinia Rosato
- Farbe: mehr oder weniger intensiv rosa
- Geruch: blumig, fruchtig
- Geschmack: trocken oder halbtrocken, weich
- Alkoholgehalt: mindestens 11,0 Vol.-%
- Säuregehalt: mind. 5,0 g/l
- Trockenextrakt: mind. 18,0 g/l